# بوهدان خميلينتسكي
بوهدان زينوفي ميخائيلوفيتش خميلينتسكي (بالأوكرانية: Богдан Зиновій Михайлович Хмельницький)، عادةً تُنسَخ حرفيًا خمل نيتس كيي؛ (بالبولندية: Bohdan Zenobi Chmielnicki) (ولد في حوالي 1595 - توفي 6 أغسطس 1657) كان هيتمانًا لمنطقة زابوريزيا في هتمانات القوزاق يتبع ولي عهد مملكة بولندا في الكومنولث البولندي الليتواني (حاليًا جزء من أوكرانيا). وقد قاد ثورة ضد الكومنولث وأقطابها (1648- 1654) مما أدى إلى إنشاء دولة القوزاق. في عام 1654، أنهى معاهدة بيرياسلاف مع روسيا القيصرية، مما أدى إلى خسارة استقلال الإمبراطورية الروسية نهائيًا.

## كتابات أخرى
- Orest Subtelny. Ukraine. A history. University of Toronto press. 1994. ISBN 0-8020-0591-0 .
- V. A. Smoliy, V. S. Stepankov. Bohdan Khmelnytsky. Sotsialno-politychnyi portret. Second Edition. Lebid, Kiev. 1995. ISBN 5-325-00721-1.

## وصلات خارجية
- بوهدان خميلينتسكي على موقع الموسوعة البريطانية (الإنجليزية)
- Cossack State after 1649 (map)
- Biography of Bohdan Khmelnytsky
- Chisholm, Hugh, ed. (1911). "Chmielnicki, Bogdan" . Encyclopædia Britannica (بالإنجليزية) (11th ed.). Cambridge University Press.
- Mykola Mashchenko's film about Khmelnytsky نسخة محفوظة 2 أكتوبر 2011 على موقع واي باك مشين. (2008) Dovzhenko Film Studios